# Smolinské
Smolinské este o comună slovacă, aflată în districtul Senica din regiunea Trnava. Localitatea se află la altitudinea de 190 m deasupra n.m., se întinde pe o suprafață de 15,69 km2 și în 2017 număra 912 locuitori.

## Istoric
Localitatea Smolinské este atestată documentar din 1392.

## Demografie
| An:                | 1994 | 2004   | 2014   | 2024   |
| ------------------ | ---- | ------ | ------ | ------ |
| Număr de persoane: | 958  | 968    | 937    | 920    |
| Diferență:         |      | +1,04% | −3,20% | −1,81% |

| An:                | 2023 | 2024   |
| ------------------ | ---- | ------ |
| Număr de persoane: | 914  | 920    |
| Diferență:         |      | +0,65% |